# Экспресс АМ44 имени А. С. Попова
Экспресс-AM44 имени А. С. Попова (сокр. Экспресс-AM44) — российский телекоммуникационный спутник серии «Экспресс», назван в честь 150-летия Александра Степановича Попова. Создан по государственному контракту с Роскосмосом, Мининформсвязью и ФГУП «Космическая связь». ОАО «Информационные спутниковые системы» имени академика М.Ф. Решетнёва» отвечало за создание модуля служебных систем, конструкции модуля полезной нагрузки, а также за интеграцию и испытания спутника. Французское подразделение компании Thales Alenia Space поставило в ОАО «ИСС» модуль полезной нагрузки.

## Миссия
Спутник предназначается для обеспечения цифрового телерадиовещания, доступа к сети Интернет, услуг мультимедиа и передачи данных, для создания сетей VSAT, видеоконференцсвязи, а также для подвижной правительственной и президентской связи.
Был выведен на орбиту в рамках Программы обновления российской государственной спутниковой орбитальной группировки гражданского назначения и Федеральной космической программы России (ФКП) на период 2006—2015 годы , и служит для обеспечения орбитальной группировки ФГУП «Космическая связь» современными телекоммуникационными КА, в частности для замены Экспресс А3 выработавшего свой ресурс. Так же, в отличие от своего технического предшественника Экспресс АМ33, имеет четыре антенны, выполненные по новым технологиям: три из них являются перенацеливаемыми, что создаст дополнительные возможности для операторов спутниковой связи.

## Полезная нагрузка
16 транспондеров Ku-диапазона с полосой пропускания 54 МГц, 10 транспондеров C-диапазона с полосой пропускания 40 МГц и 1 транспондер L-диапазона с полосой пропускания 1 МГц.

## История
- 15 мая 2008 года — модуль полезной нагрузки для спутника был доставлен в Красноярск для последующей интеграцией с платформой ОАО «ИСС»[7].
- 15 июля 2008 года — спутник полностью подготовлен к отправке на космодром, испытания всех систем проведены успешно, спутник сдан заказчику, но оставлен на ответственное хранение до определения даты запуска[8].
- 14 января 2009 года — спутник прибыл на космодром Байконур[9].
- 11 февраля 2009 года — вывод на орбиту[1].
- 7 мая 2009 года — ввод в эксплуатацию[10][11].